# Вдохновение
Вдохнове́ние — особое состояние человека, которое характеризуется высокой производительностью, огромным подъёмом и концентрацией сил человека. Как эмоциональный концепт это состояние является типичной чертой и составным элементом творческой деятельности. Нередко оно воспринимается как явление, существующее отдельно от своего носителя, которое приходит ему извне. Как дар высших сил, его уникальность объясняет редкость и кратковременность вдохновения, которое недоступно простому смертному, за исключением избранных.
Основой возникновения данного состояния является доминирующий очаг возбуждения в коре головного мозга, который подавляет другие активные центры. Очаги возбуждения являются следствием как реакции на внешние раздражители. Чаще всего, таких очагов несколько, так как человек воспринимает много разных объектов.

## Описание
Вдохновение — состояние наивысшего подъёма, когда познавательные и эмоциональные сферы человека соединены и направлены на решение творческой задачи. Человека в состоянии творческого вдохновения как бы несёт «поток», он не всё понимает в своих действиях, не всегда может сказать, сколько прошло времени (час, день, сутки). Нередко с пребыванием в состоянии творческого вдохновения связано и возникновение инсайтов (озарений).
Вдохновение также определяется как особое психическое состояние активизации всех эмоциональных и физических сил человека.
Человек, находящийся в состоянии творческого вдохновения, имеет сильное влияние на других людей, часто может убедить их, склонить к своему мнению, идее, повести за собой. Личностное свойство, предоставляющее возможность такого ситуативного влияния на других, связанного с личным вдохновением, называют харизмой.
Понять принцип вдохновения хотели еще в эпоху Античности. Древнегреческий философ Платон, размышляя об невероятном состоянии назвал его ex stasis – «выход за пределы себя», проникновение души человека в мир запредельных сущностей. Экстаз – слово, очень подходящее к субъективному переживанию вдохновения. Но также подходит и еще одно слово, являющееся прямым переводом платоновского термина – «исступление», состояние одержимости идеей, желанием творчества и жаждой жизни.
Французский писатель XIX века Альфред де Виньи писал: «Я свою книгу не делаю, она сама делается. Она зреет и растет в моей голове как великий плод».
Состояние вдохновения возникает у человека, страстно и упорно стремящегося к творческому решению поставленной задачи. 24 июня 1878 года П. И. Чайковский в письме к Н. Ф. фон Мекк заметил: 

Иногда вдохновение ускользает, не даётся. Но я считаю долгом для артиста никогда не поддаваться, ибо лень очень сильна в людях. Нет ничего хуже для артиста, как поддаваться ей. Ждать нельзя. Вдохновение это такая гостья, которая не любит посещать ленивых. Она является к тем, которые призывают её. Нужно, необходимо побеждать себя, чтобы не впасть в дилетантизм.
 В свою очередь В. Г. Белинский писал:
Вдохновение не есть исключительная принадлежность художника: без него недалеко уйдёт и учёный, без него немного сделает даже и ремесленник, потому что оно везде, во всяком деле, во всяком труде
Состояние вдохновения характеризуется лёгкостью движения мысли и образов, их ясностью и полнотой, глубокими переживаниями. На фоне состояния вдохновения все познавательные процессы протекают особенно продуктивно.
Люди черпают вдохновение из различных источников. Таковыми могут быть поэзия, живопись, музыка, личное хобби, специальные тренинги, беседы и т. п.

## Примеры вдохновения
Вдохновение тесно связано с инсайтом, внезапным пониманием того, каким именно способом можно решить задачу или проблему. Данному состоянию, как правило, предшествует напряжённый поиск решения поставленной задачи. Пребывание в подобном состоянии может быть как кратковременным (минуты), так и протяжённым (несколько часов).
Описание состояния собственного вдохновения дал известный теоретик архитектуры, гуманист Леон-Баттиста Альберти (1404—1472) в трактате «О душевном спокойствии»:

Я имею обыкновение, главным образом по ночам, когда движения моей души побуждают меня беспокоиться и бодрствовать, исследовать и строить в уме неслыханные машины для передвижения и переноски, утверждения и укрепления вещей огромнейших и трудно представляемых. И кажется мне, что изобрёл я вещи редкие и достойные того, чтобы их запомнить. Иной же раз вместо исследований подобного рода я проектирую и строю некие сложнейшие здания и располагаю ордера и многочисленные колонны с различными капителями и не применявшимися доселе базами, связывая их по-новому и изящно с карнизами и полами.
Поэт А. С. Пушкин, по воспоминаниям современников, держал рядом со своей кроватью листы бумаги на случай внезапного вдохновения.